# Яковлева, Надежда Олеговна
Наде́жда Оле́говна Я́ковлева (род. 18 февраля 1970, Улан-Удэ) — российский учёный в области педагогики, доктор педагогических наук (2003), профессор (2009). Специалист по педагогическому проектированию инновационных образовательных систем, методологии педагогики.

## Биография
Родилась 18 февраля 1970 года в Улан-Удэ. В 1992 г. окончила Челябинский государственный университет по специальности «Математика». С 1992 по 1998 гг. работала учителем математики МОУ СОШ № 52 г. Челябинска.
В 1998 г. защитила кандидатскую диссертацию по теме «Гибкие педагогические технологии как фактор повышения качества образования школьников».
С 1998 по 2017 гг. работала в ФГБОУ ВО «Южно-Уральский государственный гуманитарно-педагогический университет» (ранее ФГБОУ ВПО «Челябинский государственный педагогический университет»), где прошла путь от старшего преподавателя до заведующего кафедрой педагогики и психологии. С 2014 по 2017 гг. возглавляла Научный центр стратегических исследований проблем образования.
С 2018 по 2020 г. работала заведующим кафедрой педагогики и психологии Краснодарского государственного института культуры.
С 2020 г. работает руководителем Центра научно-методической и инновационной деятельности Института развития образования Краснодарского края.
В 2003 г. защитила докторскую диссертацию по теме «Педагогическое проектирование инновационных систем» (научный консультант Александр Филиппович Аменд). Основным научным результатом диссертации является разработка концепции педагогического проектирования инновационных образовательных систем. В частности, Н. О. Яковлева выделила компоненты педагогического проектирования (педагогическое изобретательство, моделирование и эксперимент), отражающие особенности проектировочной деятельности по созданию инновационной системы и реализующиеся через последовательность этапов (создание педагогического изобретения, создание единичного опытного образца, организация и осуществление педагогического эксперимента, создание конечного проекта). А также выявила комплекс закономерностей и соответствующих им принципов педагогического проектирования инновационных систем, включающий атрибутивную закономерность, выявляющую основные черты исследуемого феномена и его сущностные характеристики; закономерность обусловленности, вскрывающую причинно-следственные связи процесса педагогического проектирования с факторами, оказывающими на него непосредственное влияние; закономерность эффективности, определяющую праксеологические аспекты педагогического проектирования инновационных систем.
С 2013 по 2017 гг. была председателем диссертационного совета Д 212.295.01 при ФГБОУ ВО «Южно-Уральский государственный гуманитарно-педагогический университет». Руководит аспирантурой. Под её руководством защищено 12 кандидатских и 1 докторская диссертация по актуальным проблемам современного профессионального образования. Член редколлегии журналов «Современная высшая школа: инновационный аспект», «Педагогическая перспектива», «Обзор педагогических исследований», член редакционного совета журналов «Вестник Оренбургского государственного университета», «Вестник Южно-Уральского государственного университета. Серия: Образование. Педагогические науки».
Имеет более 120 опубликованных работ, в том числе более 50 статей в ведущих научно-педагогических журналах и 5 монографий, 3 патента на изобретения по направлению Educational sciences.

## Награды и почётные звания
- Почётная грамота Министерства образования и науки Российской Федерации (2010)
- Почётный работник высшего профессионального образования Российской Федерации (2015)

## Основные труды
1. Педагогическое проектирование инновационных систем / Н. О. Яковлева. — Дис. д-ра пед. наук. — Челябинск, 2002. — 355 с. ([2])
2. Теоретико-методологические основы педагогического проектирования / Н. О. Яковлева ; М-во образования Рос. Федерации, Акад. труда и соц. отношений. — М. : АТиСО, 2002. — 239 с. — 500 экз. — ISBN 5-93441-035-0 ([3]).
3. Концепция педагогического проектирования: методологические аспекты / Н. О. Яковлева ; М-во образования Рос. Федерации, Акад. труда и соц. отношений. — М. : АТиСО, 2002. — 194 с. — 500 экз. — ISBN 5-93441-051-2 . ([4])
4. Педагогическая концепция: методологические аспекты построения / Е. В. Яковлев, Н. О. Яковлева. — Москва : Гуманитарный изд. центр ВЛАДОС, 2006. — 239 с. — 1000 экз. — ISBN 5-691-01523-0. ([5])
5. Управление качеством образования в школе : [учебное пособие] / Н. О. Яковлева ; Негос. образоват. учреждение высш. проф. образования «Челяб. гуманит. ин-т». — Челябинск : Изд-во Негосударственного образовательного учреждения высшего профессионального образования «Челябинский гуманитарный институт», 2008. — 195 с. — 500 экз. — ISBN 978-5-91394-020-9. ([6])
6. Педагогическое проектирование инновационных образовательных систем / Н. О. Яковлева. — Челябинск : изд-во Челябинского гуманитарного ин-та, 2008. — 279 с. — 500 экз. — ISBN 978-5-91394-021-6. ([7])
7. Педагогическое исследование: содержание и представление результатов / Е. В. Яковлев, Н. О. Яковлева. — Челябинск: Изд-во РБИУ, 2010. — 316 с. — 1000 экз. — ISBN 978-5-91394-039-1([8]).
8. Диссертация как результат педагогического исследования / . В. Яковлев, Н. О. Яковлева. — Краснодар: КГИК, 2019. — 304 с. — 500 экз. — ISBN 978-5-94825-329-9 ([9])